# Леопольд-Карл Кеттлер
Леопо́льд-Ка́рл Ке́ттлер (нім. Leopold Karl von Kettler; 14 грудня 1693—21 липня 1697) — курляндський принц. Представник німецької шляхетської династії Кеттлерів. Народився в Мітаві, Семигалія. Син Фрідріха-Казимира Кеттлера, герцога Курляндії і Семигалії, та його другої дружини Єлизавети-Софії Брандербурзької. Імперський князь Священної Римської імперії. Помер в Мітаві у віці 3 років, не досягнувши повноліття.